# Сидорово (Тосненский район)
Си́дорово — деревня в Тосненском городском поселении Тосненского района Ленинградской области.

## История
СИДОРОВО — деревня при реке Тосна, Сидорово-усадинского сельского общества, прихода села Марьина.

Дворов крестьянских — 22. Строений — 91, в том числе жилых — 31.

Число жителей по семейным спискам 1879 г.: 58 м. п., 61 ж. п.; по приходским сведениям 1879 г.: 53 м. п., 69 ж. п. 
 
Мелочная лавка. Пекарня. Жители занимаются пилкою и возкою дров и извозничеством. (1884 год)

В конце XIX — начале XX века деревня административно относилась к Марьинской волости 1-го стана 1-го земского участка Новгородского уезда Новгородской губернии.

СИДОРОВО — деревня Сидорово-Усадинского сельского общества, дворов — 34, жилых домов — 39, число жителей: 81 м. п., 91 ж. п. 

Занятия жителей — земледелие, отхожие и лесные промыслы. 2 мелочные лавки, хлебозапасный магазин. (1907 год)

К 1913 году количество дворов в деревне Сидорово уменьшлось до 24.
Согласно военно-топографической карте Петроградской и Новгородской губерний издания 1917 года, деревня называлась Сидорова'.
С 1917 по 1927 год деревня Сидорово входила в состав Любанской волости Новгородского уезда Новгородской губернии.
С 1927 года в составе Андриановского сельсовета Любанского района Ленинградской области.
В 1928 году население деревни Сидорово составляло 147 человек.
С 1930 года в составе Тосненского района.
По данным 1933 года деревня Сидорово входила в состав Андриановского сельсовета Тосненского района.

План деревни Сидорово. 1939 год

Согласно топографической карте 1939 года деревня насчитывала 24 двора, в деревне была своя школа, в центре деревни находился брод через реку Тосна.
Деревня была освобождена от немецко-фашистских оккупантов 28 января 1944 года.
В 1965 году население деревни Сидорово составляло 91 человек.
По данным 1966 года деревня Сидорово также находилась в составе Андриановского сельсовета.
По данным 1973 года деревня Сидорово находилась в составе Апраксинского сельсовета.
По данным 1990 года деревня Сидорово находилась в составе Тарасовского сельсовета.
В 1997 году в деревне Сидорово Тарасовской волости проживали 18 человек, в 2002 году — 24 человека (все русские).
В 2007 году в деревне Сидорово Тосненского ГП — 12 человек.

## География
Деревня расположена в центральной части района на автодороге 41К-882 (Ушаки — Гуммолово), к югу от центра поселения города Тосно.
Расстояние до ближайшей железнодорожной станции Ушаки — 9 км.
Деревня находится на правом берегу реки Тосна при впадении в неё реки Ушачка.

## Демография
| 2007 | 2010 | 2017 |
| ---- | ---- | ---- |
| 12   | ↗27  | ↘24  |